# Johannes de Muris
Johannes de Muris també conegut com a Jean de Muris o Jehan des Murs, (Lisieux (Calvados), vers 1290 – París, 1351) fou un filòsof, matemàtic, astrònom, astròleg, teòric musical i clergue francès. Aquestes dades són molt discutides, encara els nostres dies, per tant hi pot haver dubtes raonables vers elles, alguns també li atribueixen la nacionalitat anglesa.
Durant molts anys se'l va confondre amb el seu homònim Johannes de Muris un altre tractadista musical francès de la mateixa època. És conegut principalment pels seus tractats musicals, que junt l'Ars nova de Philippe de Vitry, fonamentaren el període musical medieval conegut com a ars nova.
Deixà una obra titulada Summa magistri Johannis de Muris, probablement acabada el 1321 i en la que dona precioses indicacions sobre els procediments de l'escriptura musical en el segle xiii. Malgrat tot encara és més important l'Speculum musicae, en set volums, el millor i el més complet dels tractats teòrics de l'Edat Mitjana, com ho demostren la sola enumeració de les matèries que conté: I. Generalitats; II. Teoria dels intervals; III. Les proporcions musicals; IV. Consonància i dissonància; V. Teoria de la música dels antics, segons Boecio; VI. Modes eclesiàstics, solmizació, i VII. Música proporcional. aquesta obra es troba, en dos manuszcrits, en la Biblioteca Nacional de París, i l'editorial Coussemaker a principis del segle xx va reproduir els volums VI i VII.